# Джексон, Джарен (младший)
Джарен Джексон младший (англ. Jaren Jackson Jr., род. 15 сентября 1999 года) — американский профессиональный баскетболист, выступающий за команду Национальной баскетбольной ассоциации «Мемфис Гриззлис». До прихода в НБА играл за баскетбольную команду университета штата Мичиган «Мичиган Стэйт Спартанс». Был выбран «Гриззлис» на драфте НБА 2018 года под общим четвёртым номером.

## Биография
Джексон родился в Плейнфилде, Нью-Джерси в семье баскетболиста Джарена Джексона и функционера женской НБА Терри Джексон. Занимается баскетболом с 7 лет. Первые три года старшей школы провёл в Ла-Порте (штат Индиана), где выступал за местную баскетбольную команду, в составе которой выиграл в чемпионата штата. Последний года школы провёл в Индианаполиской школе Парк-Тудор. По окончании обучения он считался одним из лучших баскетболистов своего выпуска и получил предложения спортивной стипендии от многих университетов, таких как Нотр-Дам, Батлер, Индиана, Мэриленд, но решил остановить свой выбор на университете штата Мичиган.
За университетскую команду он дебютировал 9 ноября 2017 года и сразу же оформил своё первый дабл-дабл. 13 февраля 2018 года он установил личный рекорд результативности, набрав в матче против «Миннесоты Голден Гоферс» 27 очков. По итогам сезона он получил награды новичка и лучшего оборонительного игрока года конференции Big Ten, а также был включён в третью сборную всех звёзд конференции. 2 апреля Джексон решил выставить свою кандидатуру на драфт НБА.
21 июня на драфте НБА 2018 года Джексон был выбран в первом раунде под общим четвёртым номером клубом «Мемфис Гриззлис». 1 июля он подписал многолетний контракт со своей новой командой.
18 апреля 2023 года были объявлены результаты гонки за наградой Лучшего оборонительного игрока сезона 22/23. Джексон стал победителем, набирая за 63 игры в среднем 3 блок-шота и 1 перехват за игру.
27 января 2025 года Джексон был назван лучшим игроком недели Западной конференции. На его счету 25,8 очка, 6,3 подбора и 1,5 блок-шота в среднем за 4 игры.

## Выступления за национальную сборную
В 2016 году Джексон в составе сборной США в возрасте до 17 лет стал чемпионом мира, а в 2017 году участвовал в Nike Hoop Summit в Портленде (штат Орегон) и сделал дабл-дабл (13 очков и 10 подборов).

## Статистика

### Статистика в НБА
| Сезон                                                                                    | Команда | Регулярный сезон | Регулярный сезон | Регулярный сезон | Регулярный сезон | Регулярный сезон | Регулярный сезон | Регулярный сезон | Регулярный сезон | Регулярный сезон | Регулярный сезон | Регулярный сезон | Серия плей-офф | Серия плей-офф | Серия плей-офф | Серия плей-офф | Серия плей-офф | Серия плей-офф | Серия плей-офф | Серия плей-офф | Серия плей-офф | Серия плей-офф | Серия плей-офф |
| Сезон                                                                                    | Команда | GP               | GS               | MPG              | FG%              | 3P%              | FT%              | RPG              | APG              | SPG              | BPG              | PPG              | GP             | GS             | MPG            | FG%            | 3P%            | FT%            | RPG            | APG            | SPG            | BPG            | PPG            |
| ---------------------------------------------------------------------------------------- | ------- | ---------------- | ---------------- | ---------------- | ---------------- | ---------------- | ---------------- | ---------------- | ---------------- | ---------------- | ---------------- | ---------------- | -------------- | -------------- | -------------- | -------------- | -------------- | -------------- | -------------- | -------------- | -------------- | -------------- | -------------- |
| 2018/19                                                                                  | Мемфис  | 58               | 56               | 26,1             | 50,6             | 35,9             | 76,6             | 4,7              | 1,1              | 0,9              | 1,4              | 13,8             | Не участвовал  | Не участвовал  | Не участвовал  | Не участвовал  | Не участвовал  | Не участвовал  | Не участвовал  | Не участвовал  | Не участвовал  | Не участвовал  | Не участвовал  |
| 2019/20                                                                                  | Мемфис  | 57               | 57               | 28,5             | 46,9             | 39,4             | 74,7             | 4,6              | 1,4              | 0,7              | 1,6              | 17,4             | Не участвовал  | Не участвовал  | Не участвовал  | Не участвовал  | Не участвовал  | Не участвовал  | Не участвовал  | Не участвовал  | Не участвовал  | Не участвовал  | Не участвовал  |
| 2020/21                                                                                  | Мемфис  | 11               | 4                | 23,5             | 42,4             | 28,3             | 83,3             | 5,6              | 1,1              | 1,1              | 1,6              | 14,4             | 5              | 5              | 27,5           | 42,6           | 28,6           | 87,5           | 5,6            | 1,0            | 1,0            | 1,2            | 13,6           |
| 2021/22                                                                                  | Мемфис  | 78               | 78               | 27,3             | 41,5             | 31,9             | 82,3             | 5,8              | 1,1              | 0,9              | 2,3              | 16,3             | 12             | 12             | 27,7           | 37,8           | 37,5           | 75,5           | 6,8            | 0,9            | 0,8            | 2,5            | 15,4           |
| 2022/23                                                                                  | Мемфис  | 63               | 63               | 28,4             | 50,6             | 35,5             | 78,8             | 6,8              | 1,0              | 1,0              | 3,0              | 18,6             | 6              | 6              | 36,7           | 42,2           | 28,0           | 86,1           | 7,8            | 1,5            | 1,0            | 2,0            | 18,0           |
| 2023/24                                                                                  | Мемфис  | 66               | 66               | 32,2             | 44,4             | 32,0             | 80,8             | 5,5              | 2,3              | 1,2              | 1,6              | 22,5             | Не участвовал  | Не участвовал  | Не участвовал  | Не участвовал  | Не участвовал  | Не участвовал  | Не участвовал  | Не участвовал  | Не участвовал  | Не участвовал  | Не участвовал  |
|                                                                                          | Всего   | 333              | 324              | 28,3             | 46,0             | 34,5             | 79,5             | 5,5              | 1,4              | 1,0              | 2,0              | 17,6             | 23             | 23             | 30,0           | 39,9           | 33,6           | 81,0           | 6,8            | 1,1            | 0,9            | 2,1            | 15,7           |
| Наведите курсор мыши на аббревиатуры в заголовке таблицы, чтобы прочесть их расшифровку. |         |                  |                  |                  |                  |                  |                  |                  |                  |                  |                  |                  |                |                |                |                |                |                |                |                |                |                |                |

### Статистика в NCAA
| Сезон | Команда       | Conf    | Class | GP | GS | MPG  | FG%  | 3P%  | FT%  | RPG | APG | SPG | BPG | PPG  |
| --- | ------------- | ------- | ----- | -- | -- | ---- | ---- | ---- | ---- | --- | --- | --- | --- | ---- |
| 2017/18 | Мичиган Стэйт | Big Ten | FR    | 35 | 34 | 21,8 | 51,3 | 39,6 | 79,7 | 5,8 | 1,1 | 0,6 | 3,0 | 10,9 |
| Всего | Всего         | Всего   | Всего | 35 | 34 | 21,8 | 51,3 | 39,6 | 79,7 | 5,8 | 1,1 | 0,6 | 3,0 | 10,9 |
| Наведите курсор мыши на аббревиатуры в заголовке таблицы, чтобы прочесть их расшифровку Статистика приведена с сайта sports-reference.com |               |         |       |    |    |      |      |      |      |     |     |     |     |      |